# Jozef Zvrškovec
Jozef Miloslav Zvrškovec (Znióváralja, 1905. március 17. – Prága, 1958. március 27.) szlovák ügyvéd, politikus.

## Pályafutása
1916–1924 között a turócszentmártoni gimnáziumban, majd 1924-1927 között a pozsonyi Comenius Egyetem Jogi Karán tanult. 1927–1928-ban az Innsbrucki Egyetemen szociológiát, majd 1929-ben Párizsban a Politikai Tudományok Főiskoláján tanult, ahol 1930-ban doktorált. Ezután ügyvédi gyakornok, majd 1932-től ügyvéd Pozsonyban. 
A fiatal szlovák katolikus értelmiség egyik aktivistája volt, például 1930-tól a Moyzes Egyesület elnöke. 1938-ban a szlovák autonóm kormány egyik megbízottja (titkára) a komáromi tárgyalásokon. Szlovákia önállósulása után az állam szolgálatába lépett, előbb a magyarokkal való tárgyalásokon vett részt, majd 1939 júniusától 1941 októberéig Szlovákia olaszországi nagykövete volt. 1940-től Spanyolországba is akkreditálták, egészen 1944 májusáig. 
1944-ben hazatért és részt vett az ellenállásban. Német megfigyelés alá került. 1946-ban a Nemzeti Bíróságok előtt felelt tetteiért kollaboráció vádjával, de felmentették. Az 1948-as kommunista fordulat után üldözték és mint villanyszerelő helyezkedett el.
1929-1930-ban felelős szerkesztője volt a Rozvoj havilapnak, 1937–1938-ban pedig a Pero irodalmi lapnak.